# 7275 Earlcarpenter
7275 Earlcarpenter eller 1983 CY2 är en asteroid i huvudbältet som upptäcktes den 15 februari 1983 av den amerikanske astronomen Norman G. Thomas vid Anderson Mesa Station. Den är uppkallad efter Earl Carpenter.
Asteroiden har en diameter på ungefär 13 kilometer och den tillhör asteroidgruppen Eos.